# Saint-Julien-le-Châtel
Saint-Julien-le-Châtel è un comune francese di 167 abitanti situato nel dipartimento della Creuse nella regione della Nuova Aquitania.

## Società

### Evoluzione demografica
Abitanti censiti